# Magzhan Shamshadin
Magzhan Shamshadin (en kazajo: Мағжан Шамсадин; 25 de febrero de 1997) es un deportista kazajo que compite en judo. Ganó una medalla de bronce en los Juegos Asiáticos de 2022 y una medalla de bronce en el Campeonato Asiático de Judo de 2022, ambas en la categoría de –60 kg.

## Palmarés internacional
| Juegos Asiáticos    | Juegos Asiáticos       | Juegos Asiáticos  | Juegos Asiáticos |
| Año                 | Lugar                  | Medalla           | Categoría        |
| ------------------- | ---------------------- | ----------------- | ---------------- |
| 2022                | Hangzhou (China)       | Medalla de bronce | –60 kg           |
| Campeonato Asiático |                        |                   |                  |
| Año                 | Lugar                  | Medalla           | Categoría        |
| 2022                | Nursultán (Kazajistán) | Medalla de bronce | –60 kg           |